# Pyramica japonica
Pyramica japonica är en myrart som först beskrevs av Ito 1914.  Pyramica japonica ingår i släktet Pyramica och familjen myror. Inga underarter finns listade i Catalogue of Life.